# Autrique-huis
Het Autrique-huis (Frans: Maison Autrique) is een herenwoning in Schaarbeek (Brussel) en is een van de eerste gebouwen die Victor Horta in Brussel tekende.

## Geschiedenis
Victor Horta bouwt het huis in 1893 in opdracht van zijn logebroeder en vriend Eugène Autrique. Tot ongeveer 1995 ondergaat het gebouw verschillende transformaties.
Na jaren te koop te hebben gestaan wordt het in 1996 op aandringen van François Schuiten aangekocht door de gemeente Schaarbeek voor 300.000 euro en start de zoektocht naar het geld voor de restauratie. De renovatie van het huis onder leiding van architect Francis Metzger duurt tot 2004. De 500.000 euro nodig om de renovatie uit te voeren kwamen voor 80% van Directie Monumenten en Landschappen van het Brussels Hoofdstedelijk Gewest en 20% privékapitaal ingebracht door de firma's die de renovatie uitvoerde.
Striptekenaar François Schuiten, scenarist Benoît Peeters en stadsfotografe Marie-Françoise Plissart publiceerden in 2004 een boek over de renovatie van het huis.
In juli 2006 gaf de Europese erfgoedorganisatie Europa Nostra een ‘Medaille’ of tweede prijs “voor de nauwgezette restauratie van een vroeg meesterwerk van Victor Horta en voor de totstandbrenging van een scenografie die eer betoont aan de privé-architectuur van Brussel, en die tegelijkertijd de deur opent naar een imaginaire wereld.

## Art-nouveau-elementen
- Sgraffiti
- Fijne gietijzeren kolommen
- Mozaïeken
- Decoratieve versieringen met florale inspiratie (vb het begin van de trap)
- Gebruik van natuurlijk licht